# Larion Serghei
Larion Serghei (30 ottobre 1955 – 5 novembre 2019) è stato un canoista rumeno.

## Palmarès

### Olimpiadi
- 1 medaglia:
  - 1 bronzo (Montréal 1976 nel K-2 500 m)

### Mondiali
- 2 medaglie:
  - 1 argento (Belgrado 1975 nel K-2 1000 m)
  - 1 bronzo (Belgrado 1975 nel K-2 500 m)